# Don Chezina
Ricardo García Ortiz (Georgia, Estados Unidos; 12 de enero de 1976), más conocido por su nombre artístico Don Chezina, es un cantante, compositor, productor discográfico e ingeniero de sonido puertorriqueño. Caracterizado por su voz aguda y rápida, es considerado como uno de los cantantes pioneros notables del reggaetón, especialmente de su estilo reggaetón underground.
Su canción más famosa  «Tra, tra, tra», que en 1998 se convirtió en la primera canción de reggaetón ya que se le considera clave en la apertura de identidad del sonoro en el reggaetón Urbano y también es la primera canción en ser popular internacional y dio a conocer el reggaetón Urbano en Latinoamérica y Estados Unidos. Por otra parte sus canciones "Tra Tra Tra" y "Chezidon" se les considera pionera-influyente en el ámbito de expresión sonora e música objetiva en el reggaetón Urbano de todos los tiempos.

## Biografía

### Inicios
Don Chezina nació en el estado Georgia, pero se crio toda su vida en Puerto Rico. Primero se crio en el Residencial Luis Llorens Torres con su abuela. Después vivió en Guaynabo hasta que se mudó junto a su familia al pueblo de Trujillo Alto y ahí es que empieza su carrera artística. 
Empezó a grabar primero para DJ Gilbert una canción de práctica, más adelante grabó para DJ Dynamite la canción titulada "Bien Guillao de Ganster", la misma la grabó para DJ Chiclín en su Volumen 1 y para The Noise (Dj Negro) en su Volumen 1. En esta última producción, su tema fue uno de los más escuchados, lo cual contribuyó al éxito futuro del artista.
Después de grabar con "The Noise", Chezina no se hace con la idea de grabar para un solo productor o DJ, y busca la oportunidad de grabar, para aquel entonces con uno de los rivales de DJ Negro, como lo fue DJ Playero, uno de los más notorios productores de reggaetón de Puerto Rico. Graba "Pasando el Tiempo, Oye el Beat", "Combinación Perfecta" (con Rey Pirin, con quien frecuentemente se uniría como dúo, siendo reconocido como unos de los duetos más creativos y respetados en reggaetón UnderGround de Puerto Rico) en Playero 39, y sigue esa saga hasta el Playero DJ 40, grabando los éxitos "Si Tú Pides Poco" (con Rey Pirín) y "Para Todas Las Girlies", que fue uno de sus temas rap más escuchados y venerados. En el Playero Live, su participación con Rey Pirín fue reconocida como un éxito por la mayoría de los fanáticos y oyentes del género. 
En ese entonces y concomitante con Playero, se le presenta la oportunidad de grabar con DJ Eric y La Industria (donde establece una amistad con MC Ceja) en el volumen 3, donde aparece cantando con su compañero de siempre en el track "No Más Dolor", y en el volumen 4, donde graba uno de los temas más emblemáticos y reconocidos de toda su carrera artística: "Don Federico". En el 1999, vuelve a grabar con La Industria los temas "Good Good", y "Envidia en el Corazón del Hombre (con Wise) en el volumen 6 de la Industria (Parte I).

### Reconocimiento internacional
Aprovechando la gran popularidad alcanzada, comienza los trámites para grabar lo que sería su primera producción como solista, "Bien Guilla 'o de Ganster", la cual tuvo mucho éxito en Puerto Rico con canciones como "Mi Historia", "El Dueño de las Girlis" y "Bendición de Dios" con Rey Pirín. Esta producción se adjudicó un disco de oro. En 1997 tiene la oportunidad de grabar en Boricua Guerrero, una de las primeras producciones de hip-hop y reggaeton que concentró cantantes de Puerto Rico y cantantes de Estados Unidos de la talla de Nas, Busta Rhymes, Fat Joe y Q-Tip, grabando con este último el corte "Who's That? - Quiénes?". Ya a finales de 1998, lanza la producción llamada "Mi Trayectoria", disco que reúne todos sus éxitos, pero remezclados por DJ Joe y con varios temas nuevos, con más de 50,000 copias vendidas, del cual se pega casi instantáneamente el tema "Tra Tra Mix" en toda Latinoamérica. El "Tra Tra Mix" es un extracto de samples de la voz del cantante en una producción grabada en vivo llamada Discoteca Rappers Live, donde en un momento de la fiesta, en su show, el cantante sube a una fan a bailar a tarima, diciéndole a Raymond - su DJ en ese entonces - , que tire el Dembow (pista base del Reguetón), y pone a la fan a bailar A ritmo del "Tra". Esto sale en la producción en un tiempo aproximado de 40 segundos. Este Mix Mezclado y editado por un famoso DJ de República Dominicana llamado DJ Fat Tony, se lanza al mercado un álbum con 2 temas de la producción anterior junto al éxito "Chezidón" y el "Tra Tra Mix" de Dj Fat Tony, el cual vendió más de 75,000 copias. Chezina participó en innumerables conciertos de Reggaetón UnderGround en la segunda mitad de la década de los '90. Algunas de sus participaciones más sobresalientes en vivo se encuentran en Trujillo Alto Live Vol. 2, DJ Eric Live, Discoteca Rappers Live, Reggae Squad Live y Playero DJ Live.
Seleccionado como el mejor cantante de rap (1997) y mejor cantante en (1996), 2 premios Tu Música (1998), mejor video y People's Choice Awards de la primera producción (Bien Guilla'o de Ganster) más de 150,000 copias vendidas. En 1999 lanza su primer disco de éxitos "Mi Trayectoria". 
Debido a su gran éxito empieza a viajar hacia diferentes países tales como República Dominicana, Panamá, Honduras, Guatemala, Perú, España, Suiza, Canadá, México, entre otros. Ha colaborado en más de 180 producciones y más de 100 canciones que se consideran internacionales conocidas en todas partes del mundo.

## Discografía
Álbumes de estudio
- 1997: Bien guillao de gangster
- 1999: Mi trayectoria
- 2003: Don Fichureo
- 2013: It's the Don

Álbumes en vivo
- 2001: Live From Miami

Álbumes recopilatorios
- 1999: Éxitos
- 2004: Mi trayectoria (2)

Mixtapes/EP
- 2007: My Life
- 2008: Pal pueblo
- 2014: Chezination
- 2015: Durakuz con Maicol Superstar
- 2019: Born Ready
- 2020: The Original Don
- 2022: Esencia y tendencia